# VW T-Roc
| Sterne im Euro-NCAP-Crashtest (2017) | 5 Sterne im Euro-NCAP-Crashtest |

Der VW T-Roc (Typ A1) ist ein Kompakt-SUV von Volkswagen. Er baut auf der MQB-Plattform „A1“ auf und ist ein Schwestermodell des Audi Q2. Die ersten Fahrzeuge wurden am 25. November 2017 ausgeliefert.

## Modellgeschichte
Ein dreitüriges Konzeptfahrzeug gleichen Namens wurde im März 2014 auf dem Genfer Auto-Salon vorgestellt. Das fünftürige Serienmodell des T-Roc, dessen Länge bis auf etwa 2 cm der des Golf VII entspricht, wurde am 23. August 2017 in der Villa Erba am Comer See präsentiert.
Auf dem 89. Genfer Auto-Salon im März 2019 wurde eine R-Version des T-Roc vorgestellt. Sie wird vom 221 kW (300 PS) starken Zweiliter-TSI-Motor aus dem Golf R angetrieben. Der Antrieb kommt auch in weiteren Sport Utility Vehicles des Volkswagen-Konzerns wie dem Audi SQ2 oder dem Cupra Ateca zum Einsatz. Auf der IAA 2019 folgte die Cabriolet-Variante.
Eine überarbeitete Version der Baureihe wurde am 17. November 2021 vorgestellt und im März 2022 eingeführt. 
Das Äußere wurde marginal geändert. Im Innenraum vorn wird nun besseres Material eingesetzt, beispielsweise hat das Armaturenbrett nun eine geschäumte Oberfläche. Bis zum Facelift wurden über eine Million Fahrzeuge verkauft.
Am Rande der CES im Januar 2024 äußerte der VW-Entwicklungschef, dass wegen des kleinen Kundenkreises für das Cabriolet das Nachfolgemodell des T-Roc nicht mehr als offene Variante hergestellt werde. Eine Cabrio-Variante bedeutet erhöhten Aufwand bei Entwicklung und Produktion. 
Mit der Einstellung des T-Roc Cabriolet als letztem Cabrioletmodell im Portfolio endet für Volkswagen eine 75-jährige Geschichte der Produktion von Cabriolets.

## Produktion

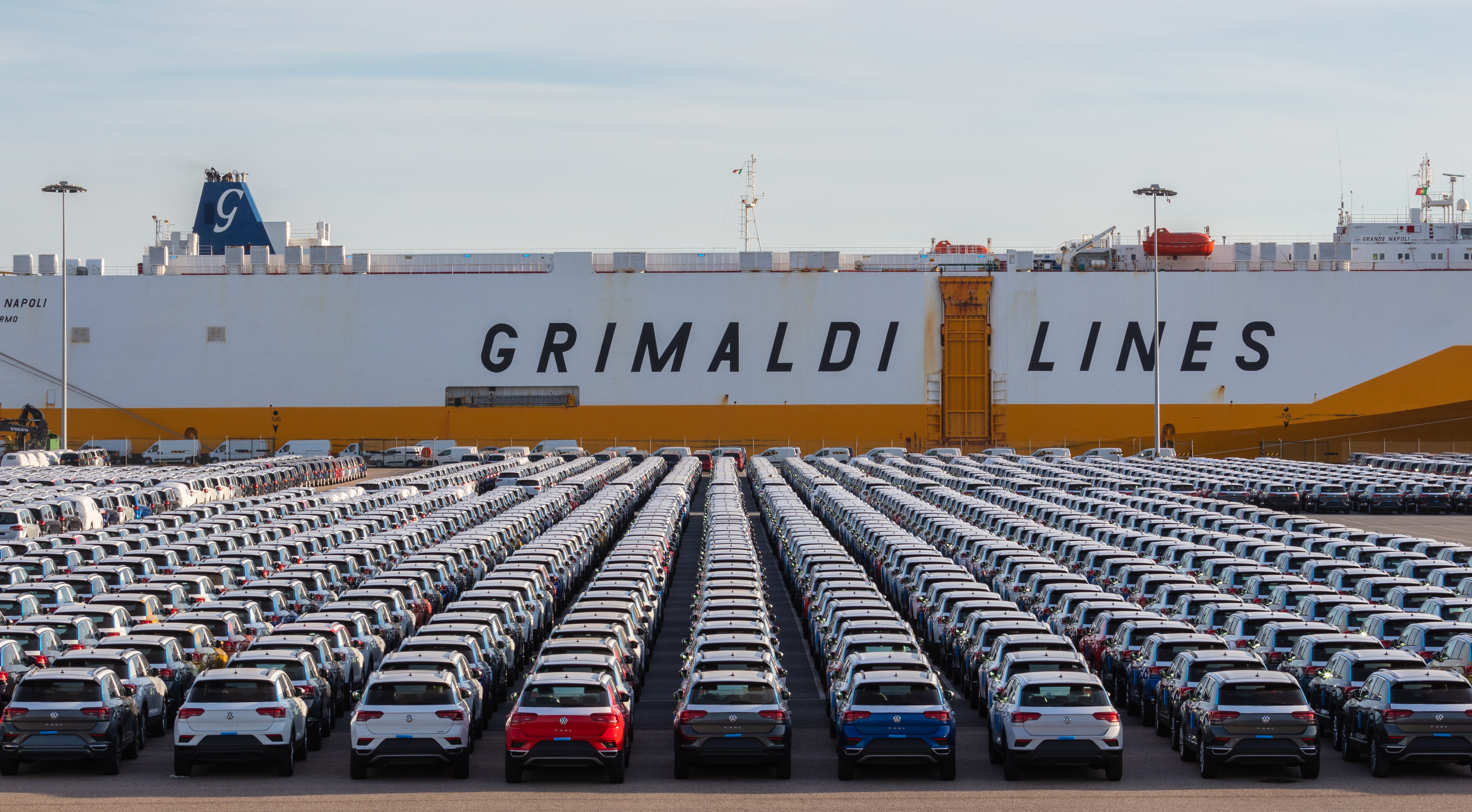
In Setúbal gebaute Fahrzeuge warten auf den Seetransport.

Gebaut wird der T-Roc seit August 2017 für den europäischen Markt bei Volkswagen Autoeuropa im portugiesischen Setúbal und für den asiatischen Markt bei FAW-Volkswagen im chinesischen Foshan.

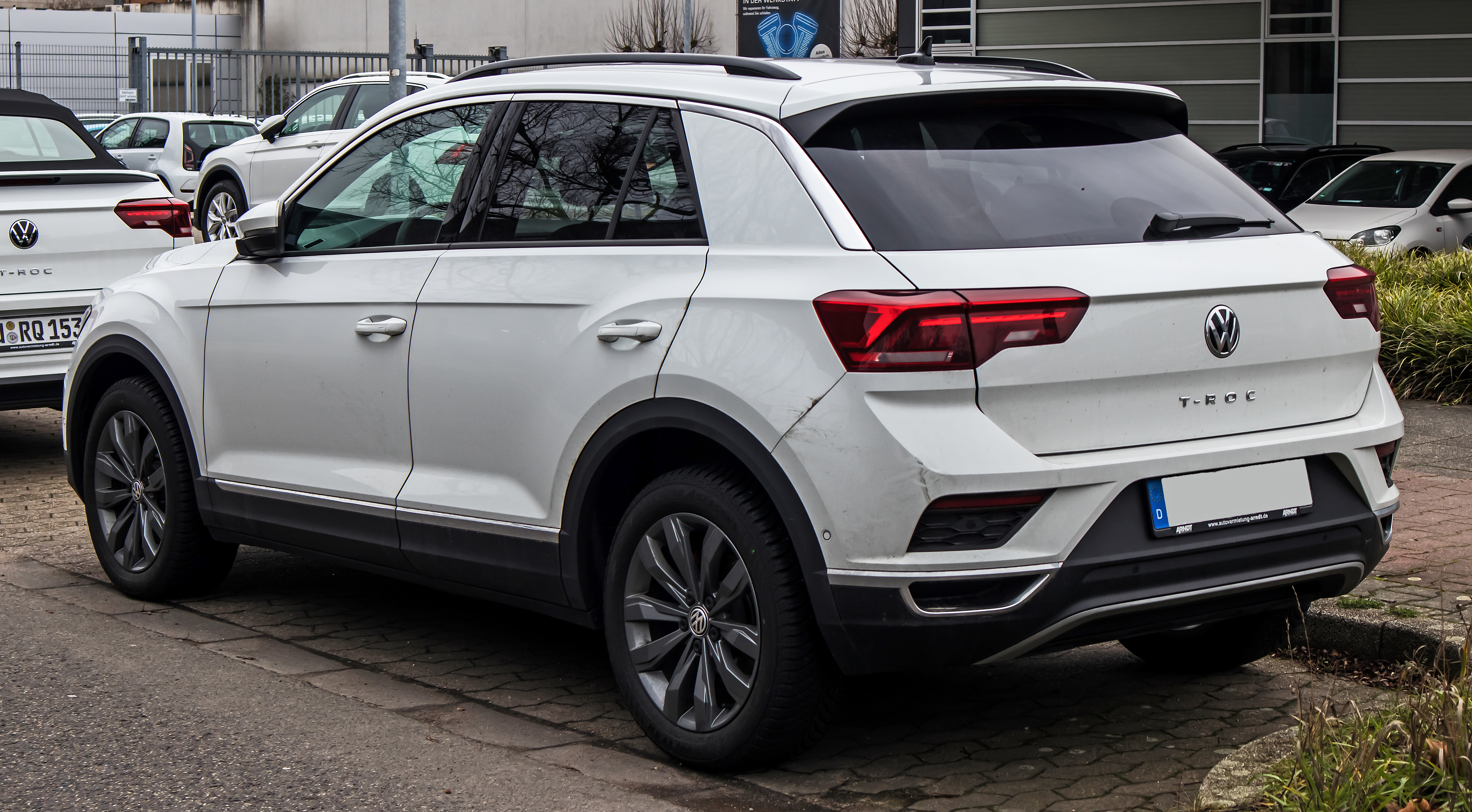
Heckansicht
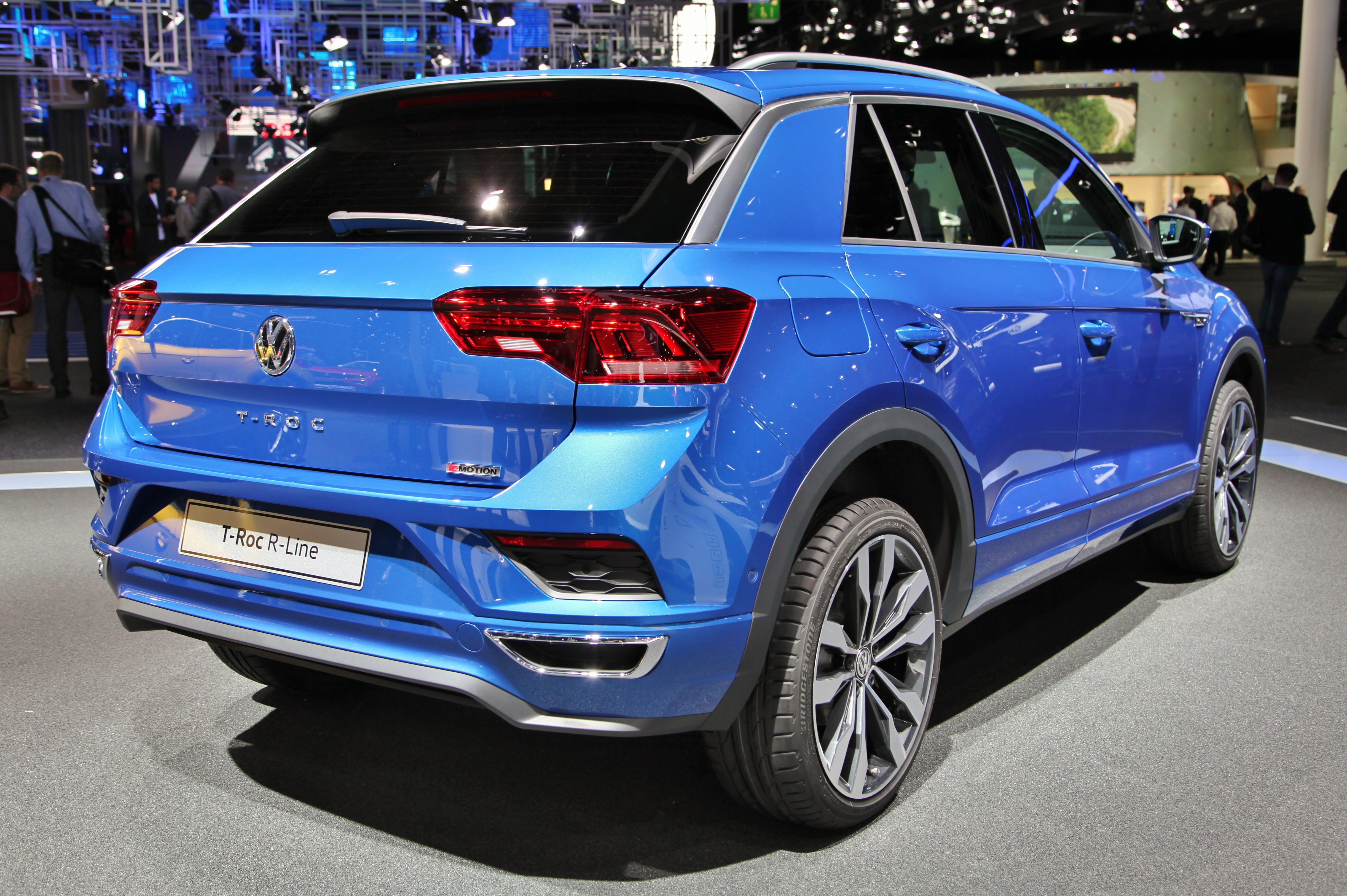
VW T-Roc R-Line, Heckansicht
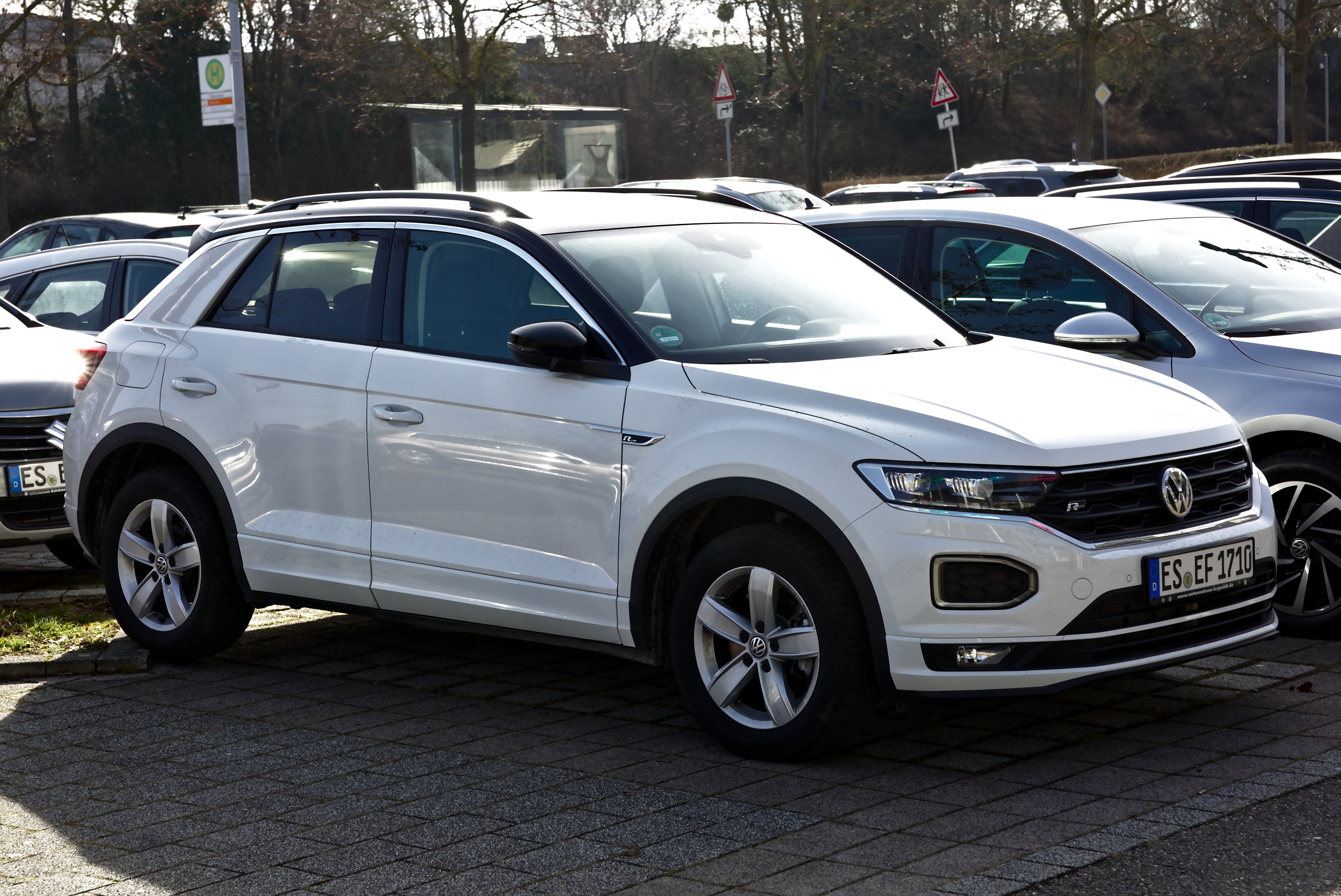
VW T-Roc R-Line
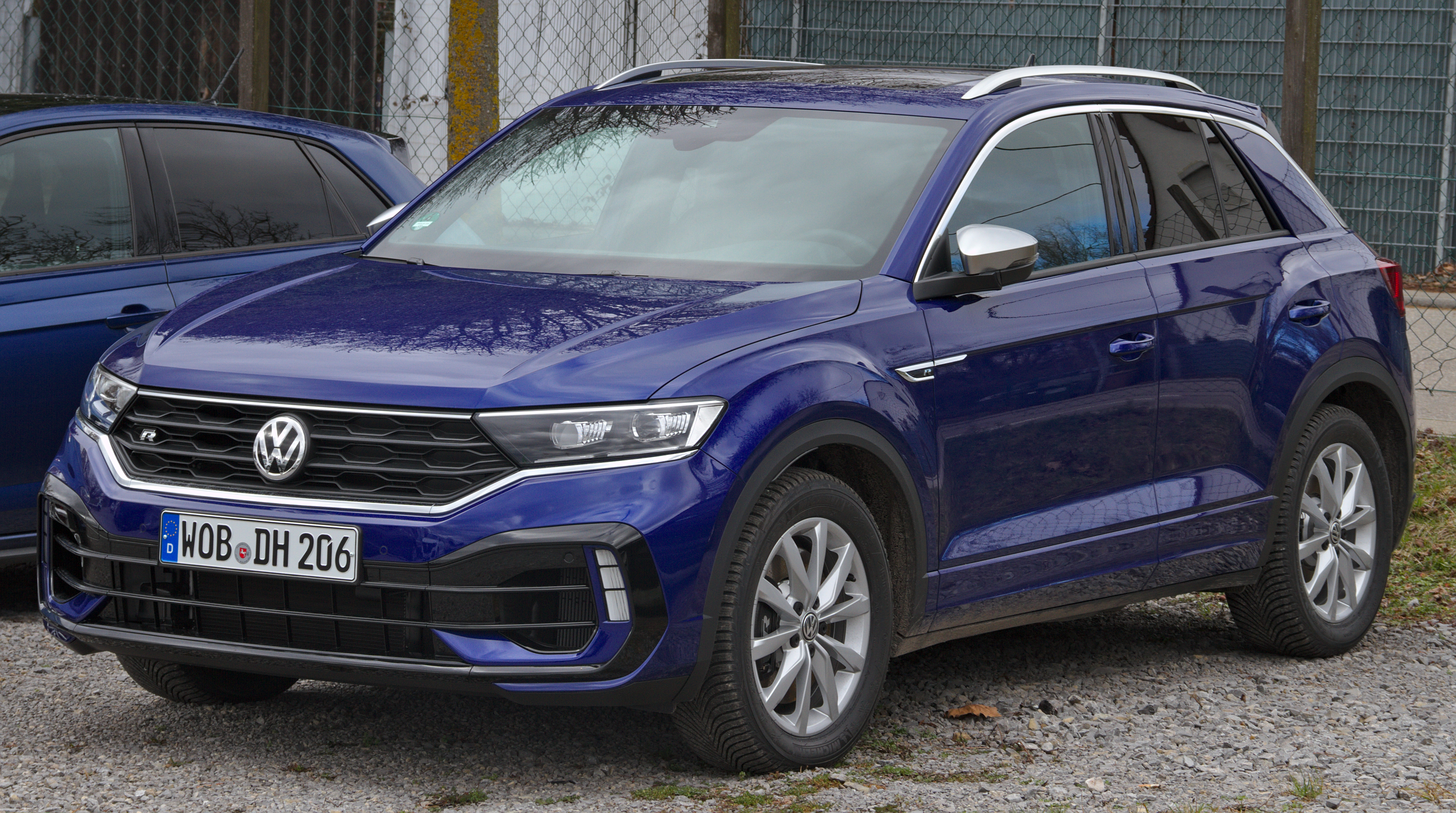
VW T-Roc R (2019–2021)
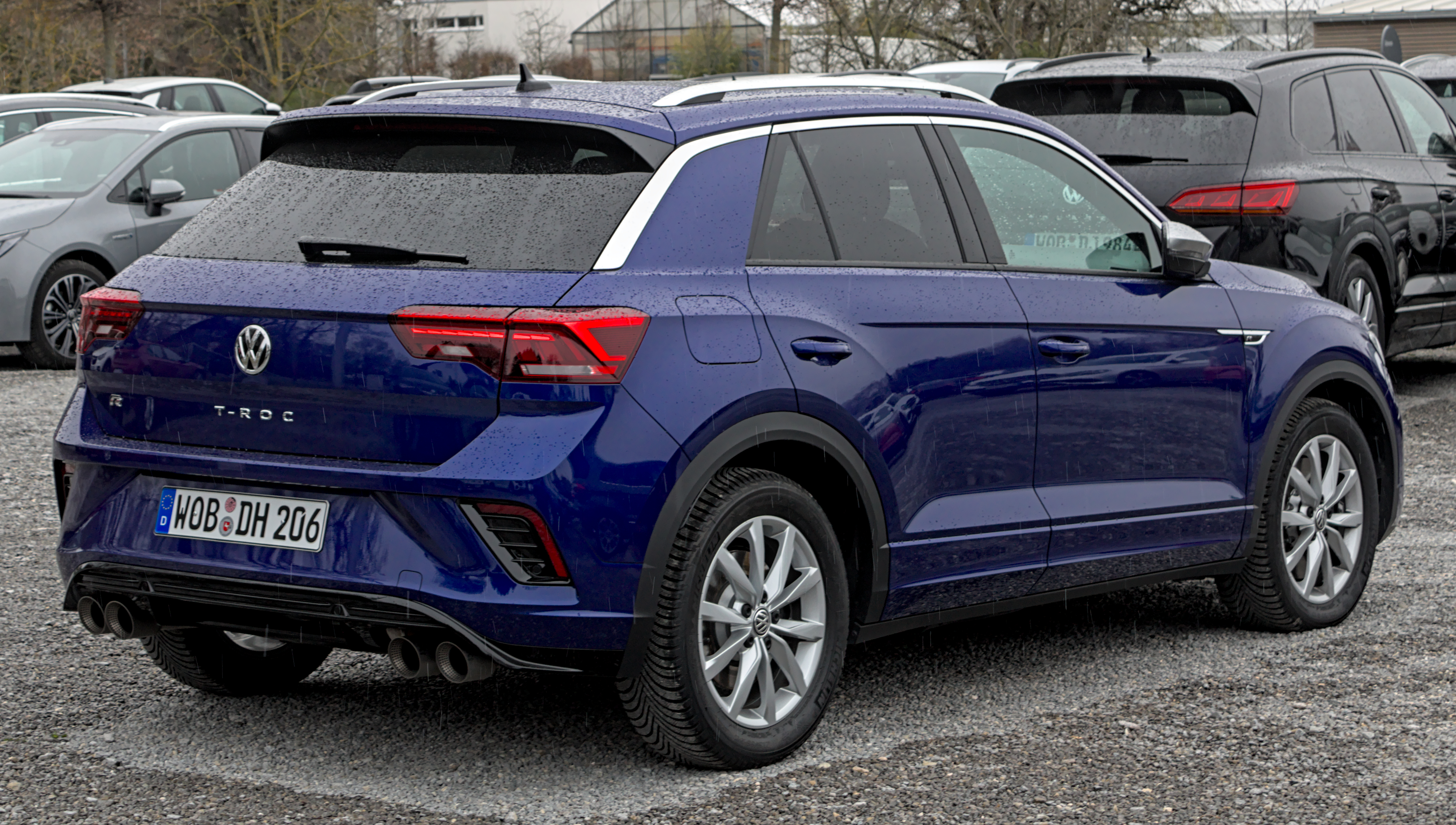
VW T-Roc R, Heckansicht
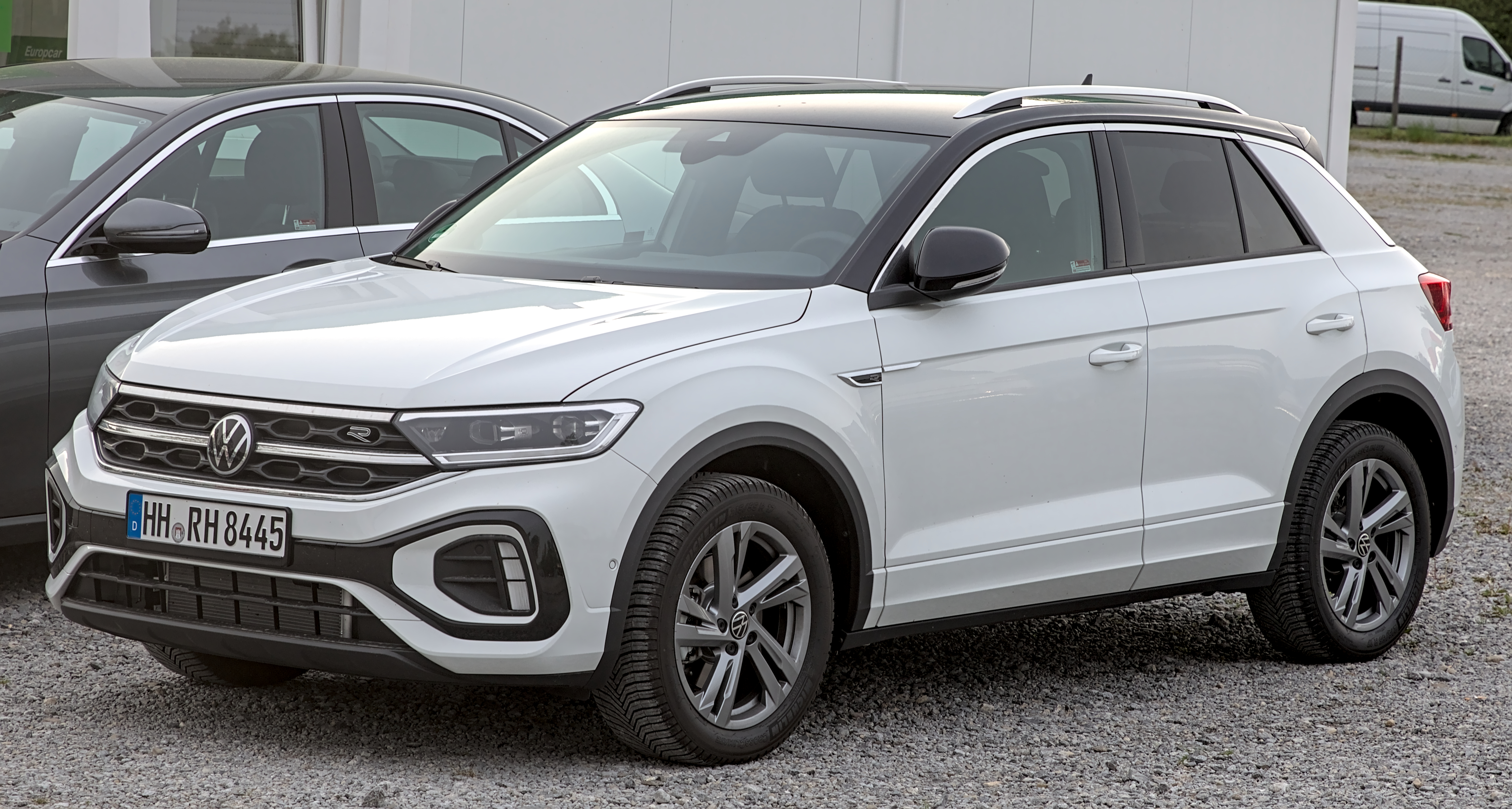
VW T-Roc Facelift (seit 2022)
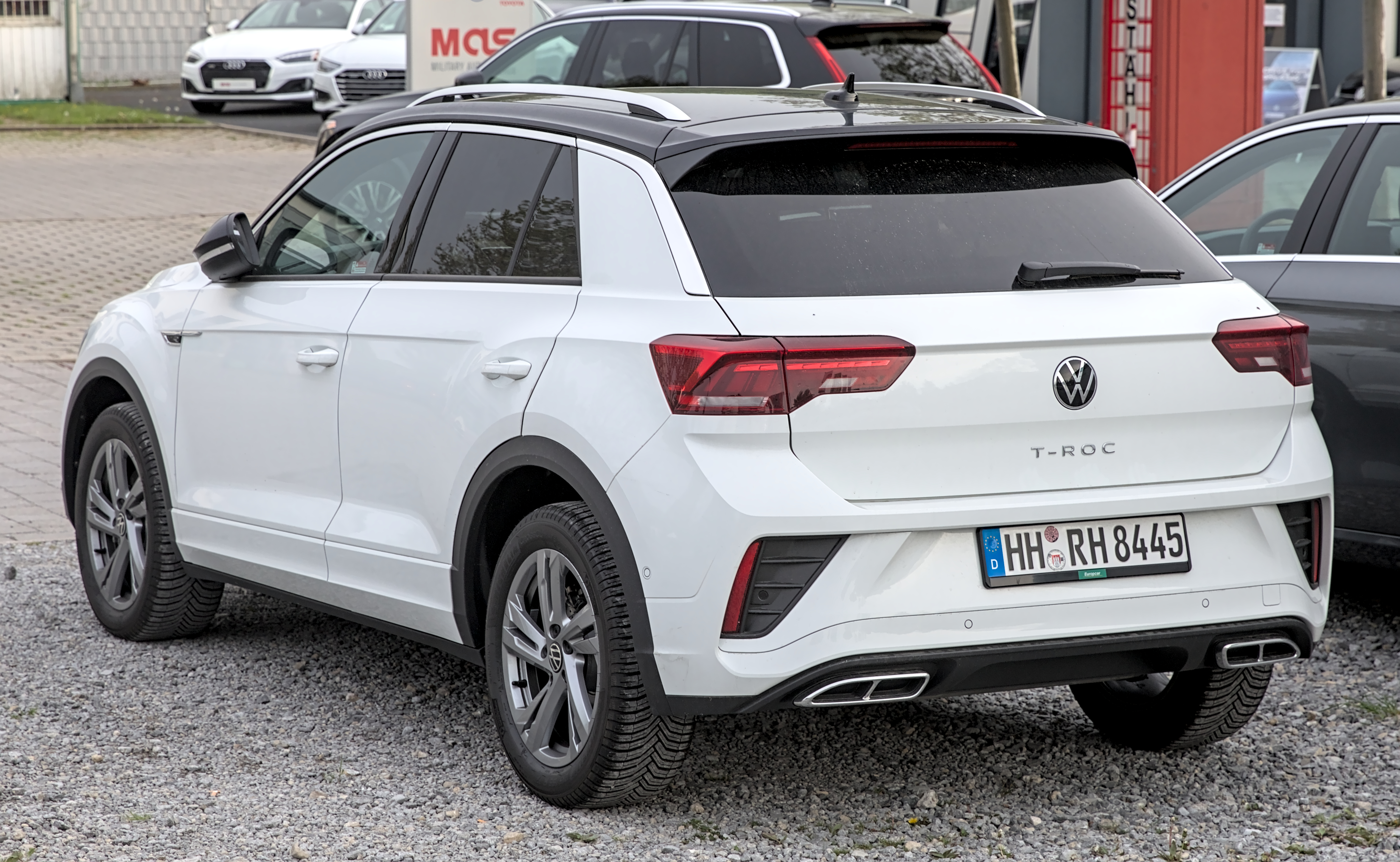
Heckansicht
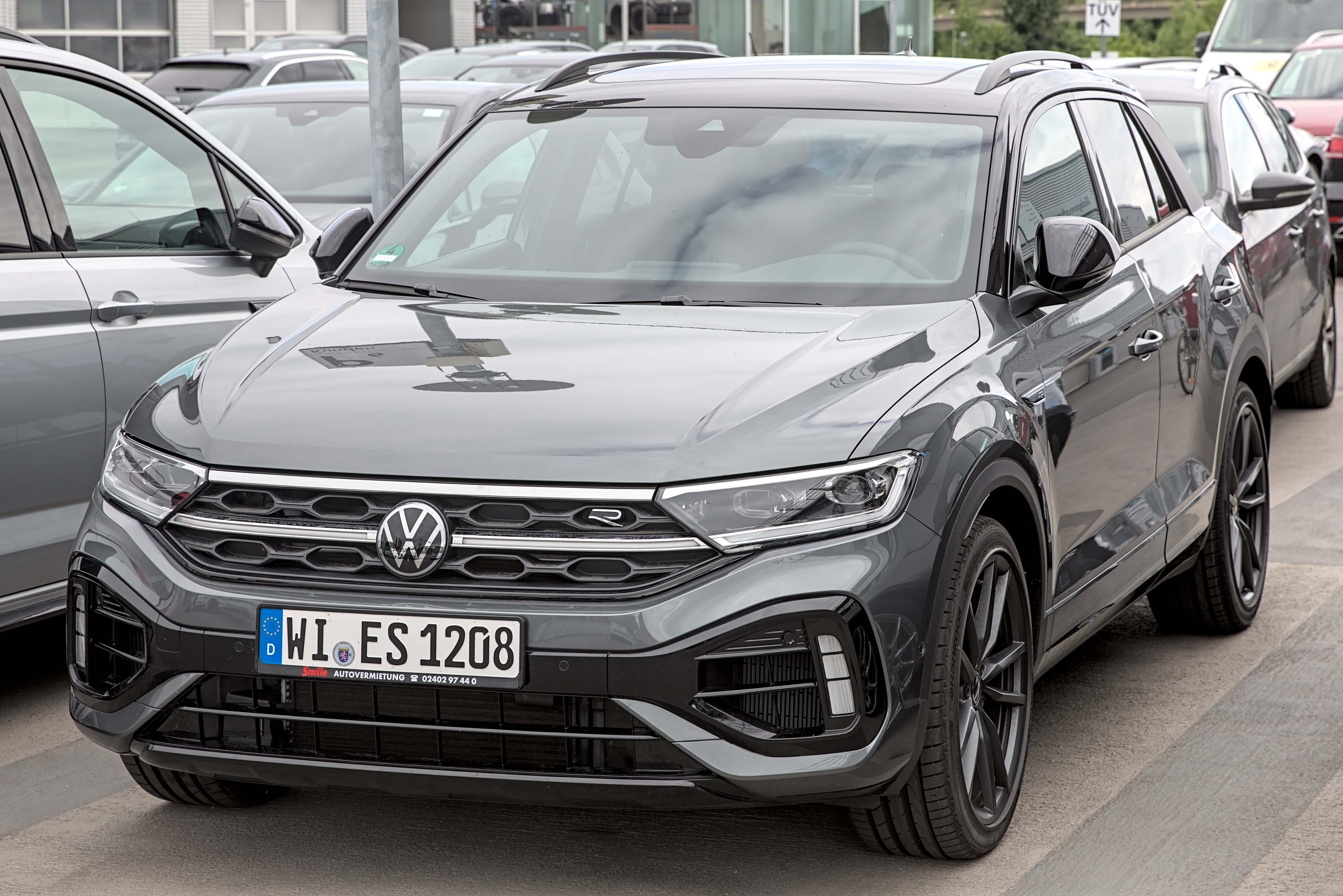
VW T-Roc R Facelift (seit 2022)
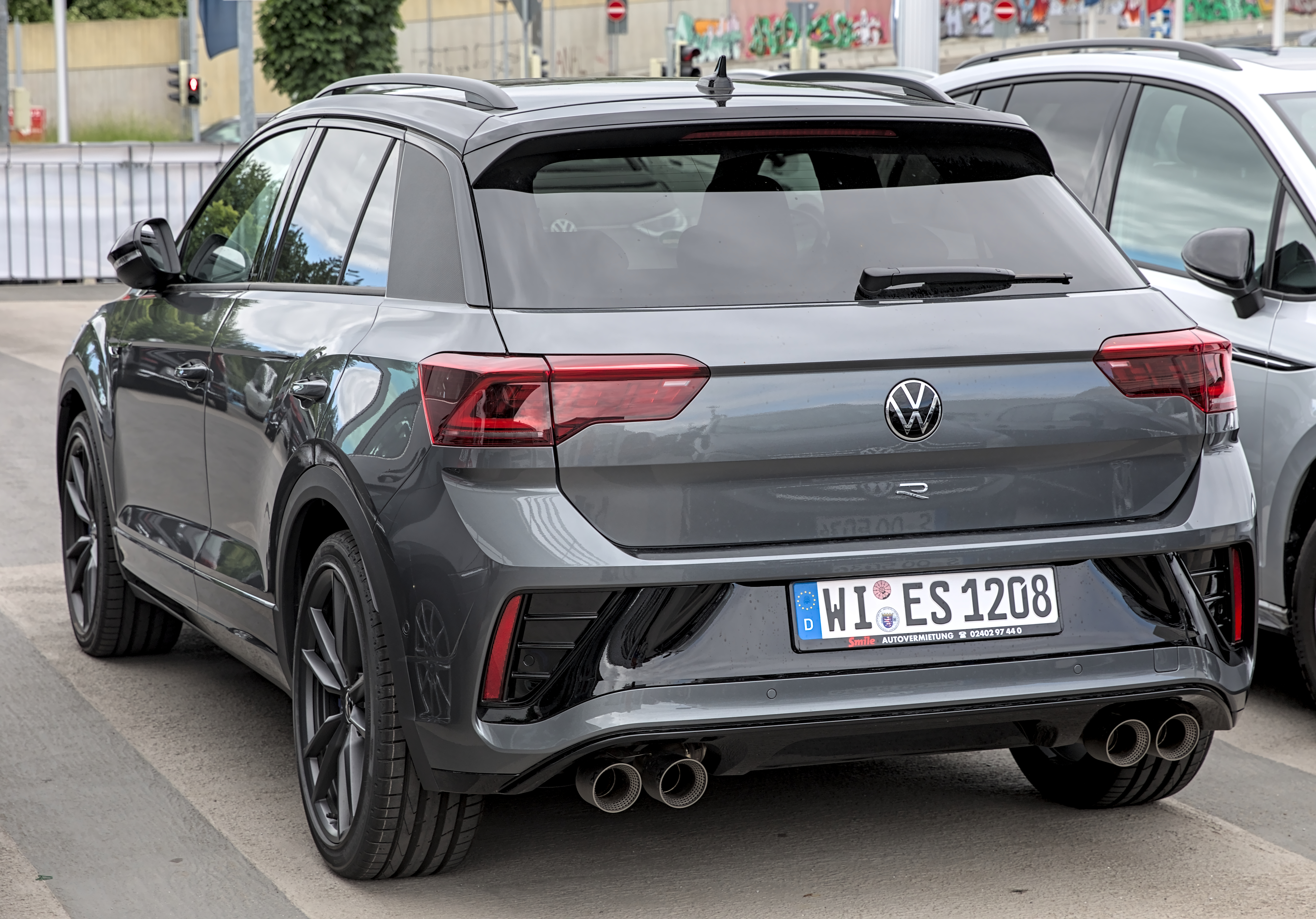
Heckansicht

## Ausstattungslinien
Der VW T-Roc wird seit Markteinführung in vier Ausstattungslinien angeboten.
- T-Roc (Basisausstattung)
- Style (auch für Cabriolet)
- Sport
- R-Line (nur für Cabriolet) (R-Line ist für die geschlossene Variante in Style und Sport als Zusatzpaket verfügbar)
- R[12] (ab 2020)

## T-Roc Cabriolet
Am 14. August 2019 wurde der T-Roc als Cabriolet vorgestellt, offiziell im September 2019 auf der IAA. Es ist 34 mm länger als die geschlossene Version, was in etwa dem letzten Golf Cabriolet entspricht. Es ist ausschließlich als Viersitzer erhältlich. Das vollelektrische Stoffverdeck kann bis zu einer Geschwindigkeit von 30 km/h in neun Sekunden öffnen und in elf Sekunden schließen. Das Cabriolet gibt es nur mit den leistungsschwächeren Ottomotoren und Vorderradantrieb. Die 110 kW (150 PS) starke Variante gibt es gegen Aufpreis auch mit Direktschaltgetriebe.
Als auf 800 Exemplare limitiertes Sondermodell Edition Blue wurde das Cabriolet im September 2021 ausschließlich für den europäischen Markt angekündigt. Die Edition Grey ist auf 999 Exemplare limitiert und wurde im Dezember 2022 vorgestellt. Beide Versionen haben eine Mattlackierung.
Das Cabriolet wird bei Volkswagen Osnabrück im ehemaligen Karmann-Werk gefertigt. Im ersten vollen Verkaufsjahr 2021 wurden 14.000 Cabrios verkauft. Obgleich es in Europa nach dem Mini das nächst häufig verkaufte Cabrio ist, sollen von der T-Roc-Version mit festem Dach in den ersten elf Monaten 2023 17-mal mehr Fahrzeuge verkauft worden sein (Cabriolet 11.693).

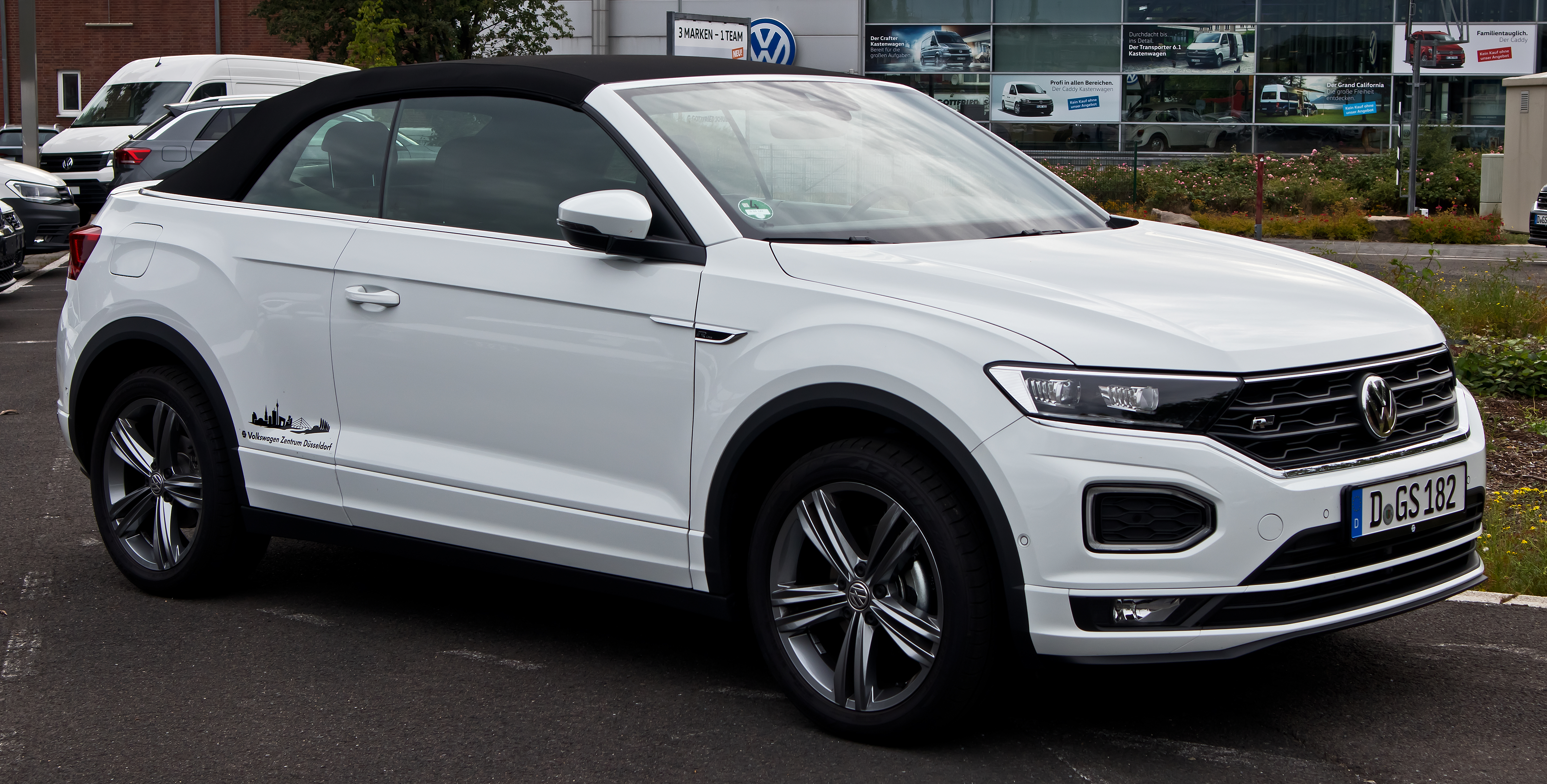
VW T-Roc Cabriolet (2019–2021)
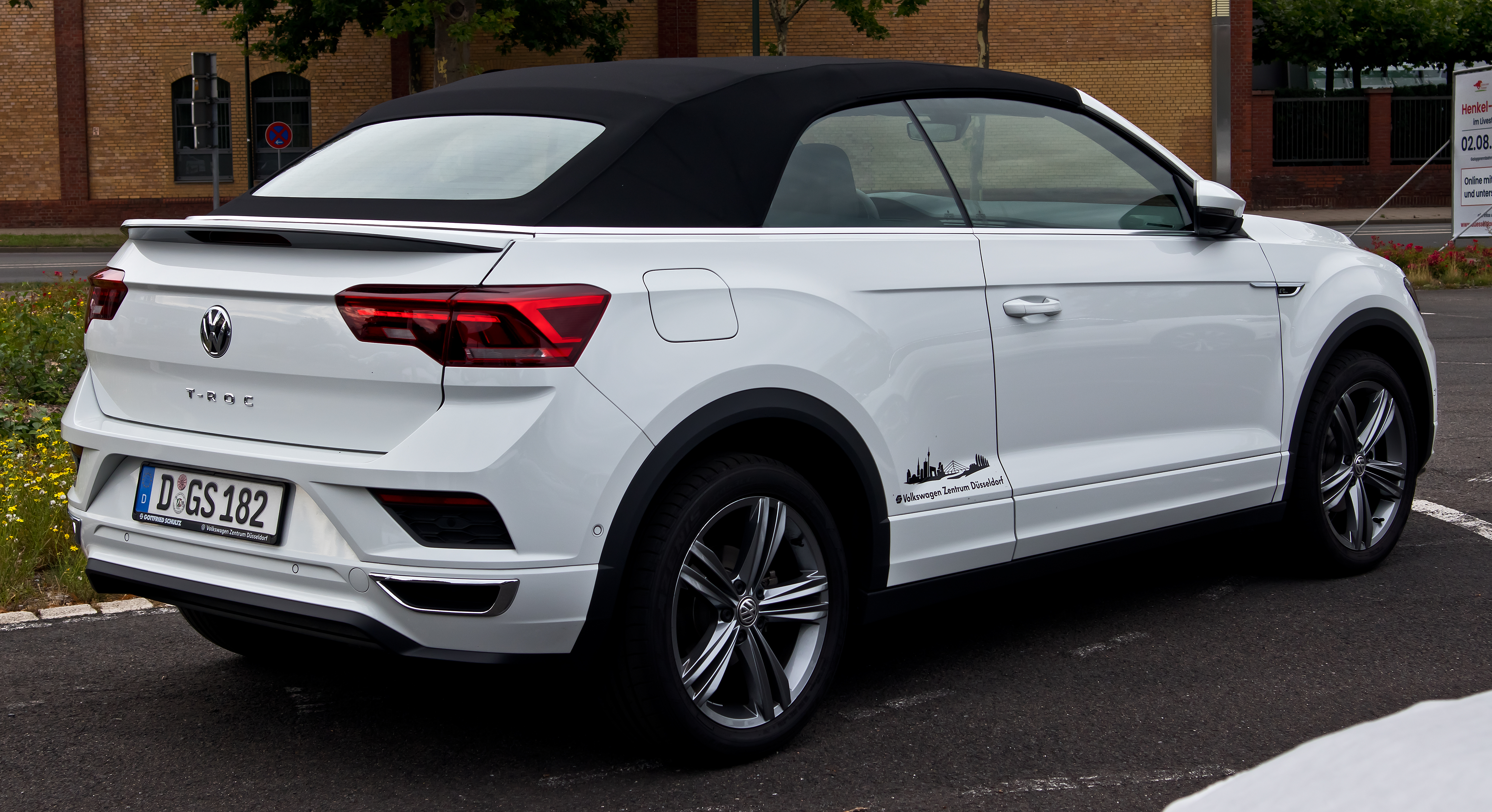
Heckansicht
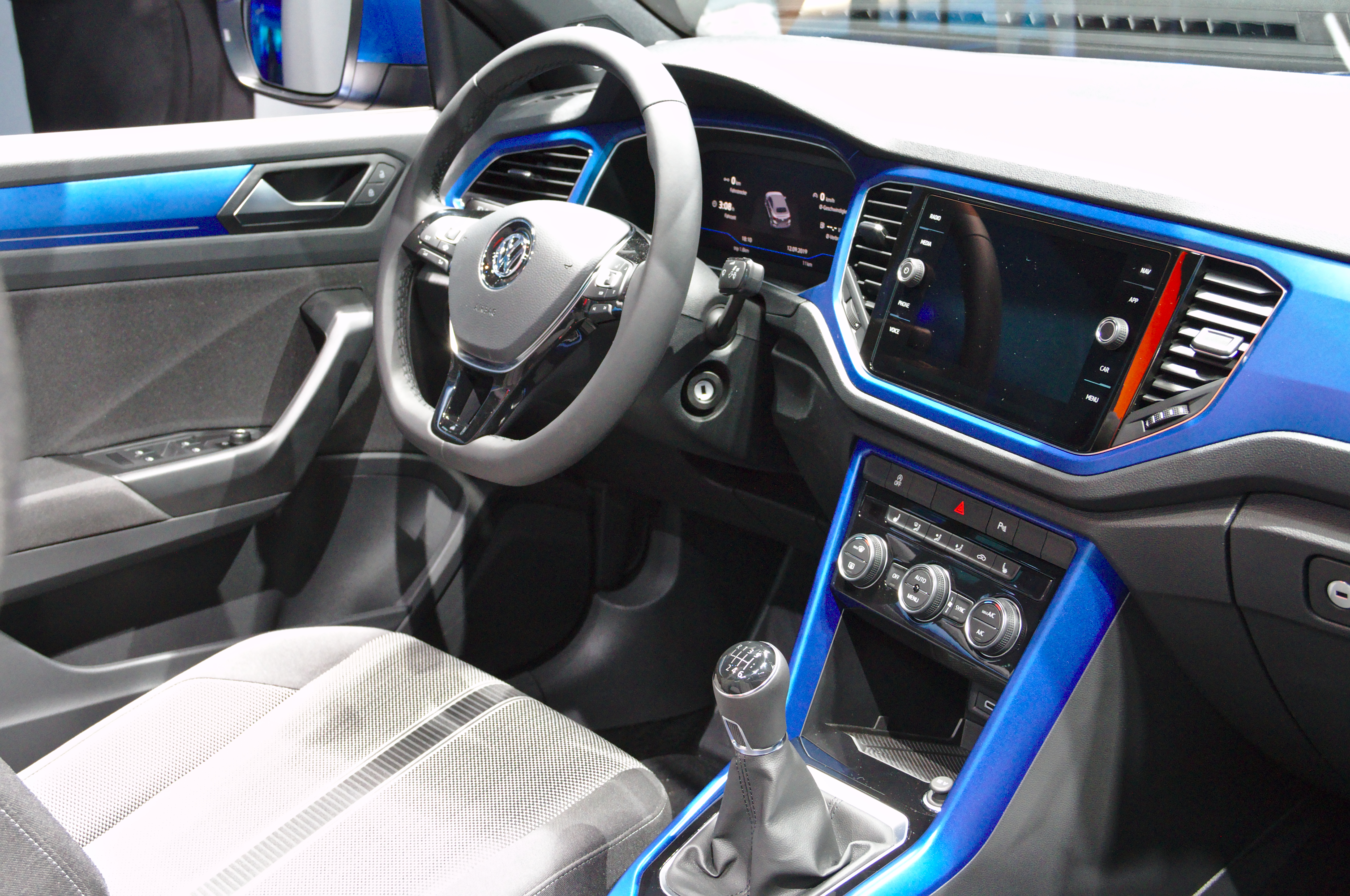
Innenansicht
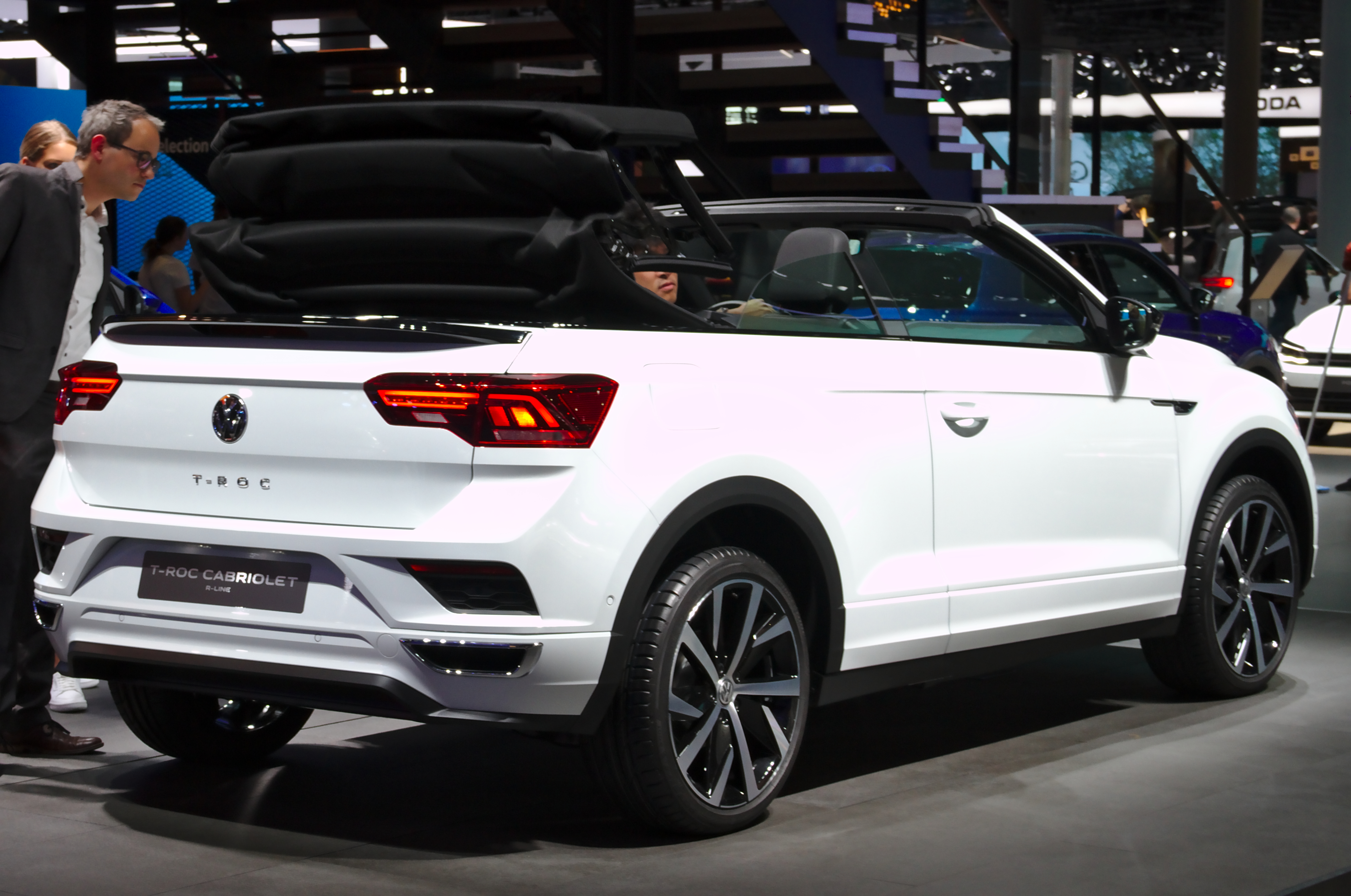
Sich öffnendes Stoffdach
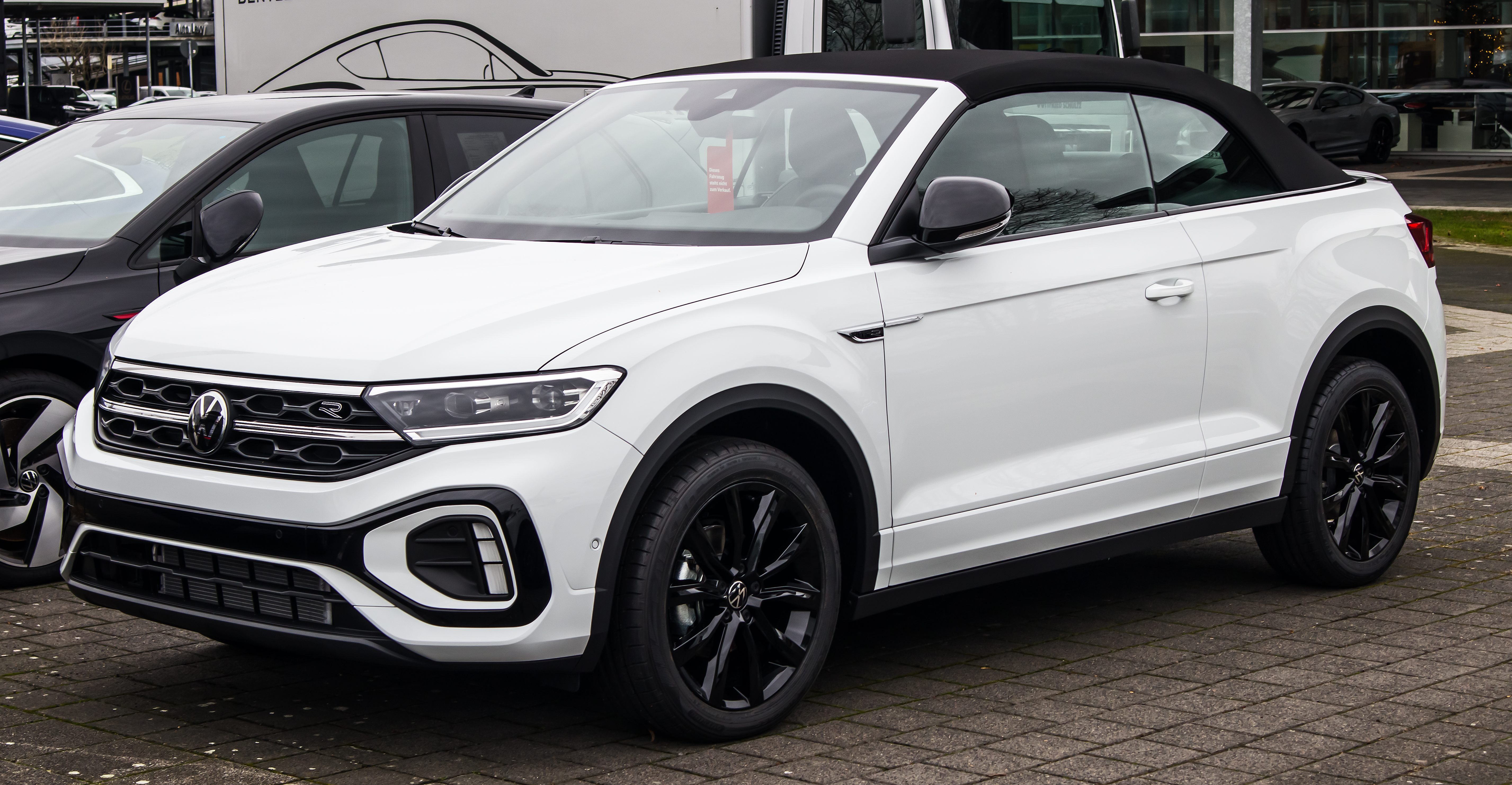
VW T-Roc Cabriolet Facelift (seit 2022)
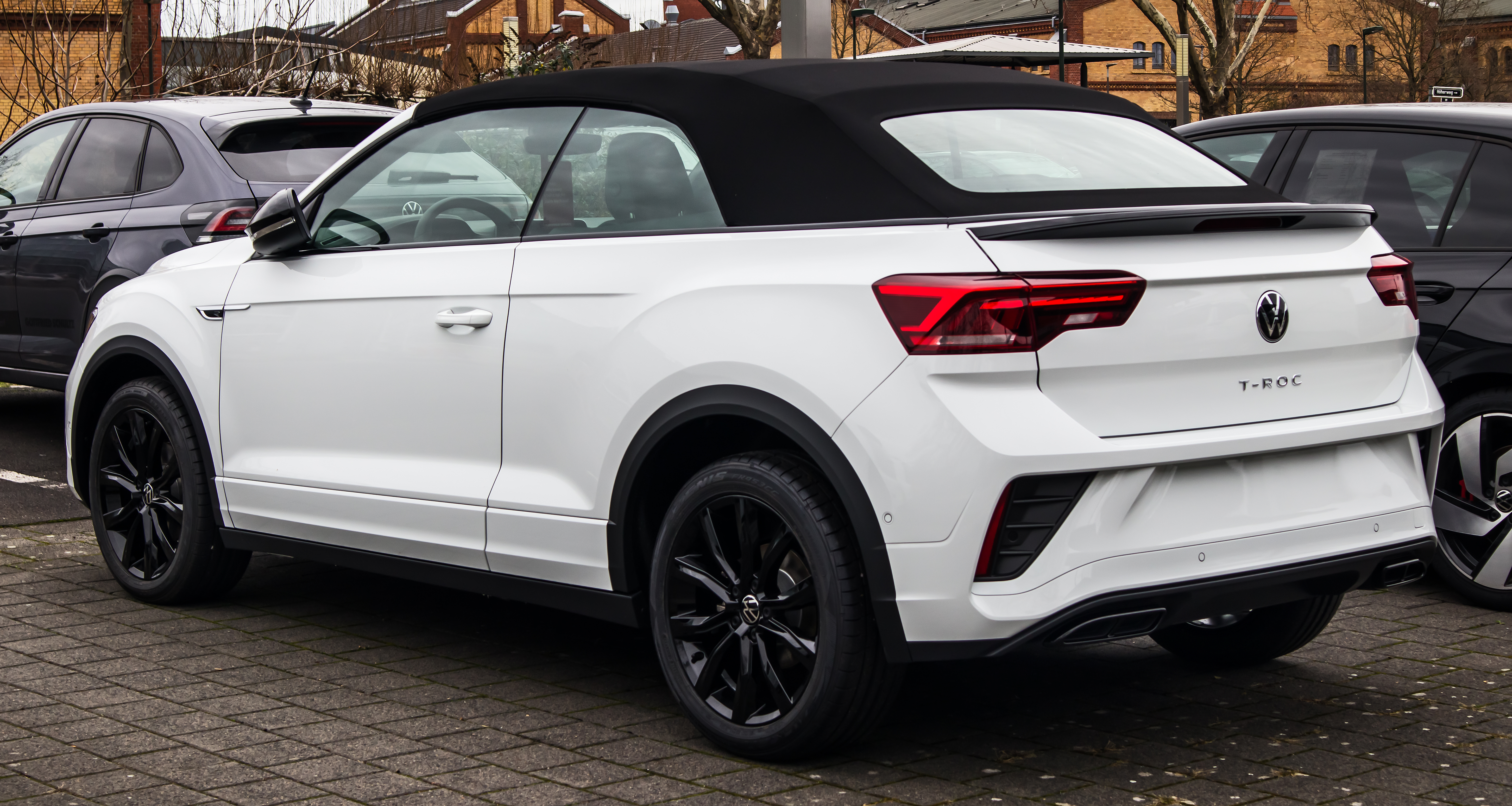
Heckansicht

## Technik
Beide Versionen basieren auf dem Modularen Querbaukasten „A1“ von Volkswagen. Der cW-Wert der Kombilimousine und des Cabrios beträgt 0,34. Das fehlende Blechdach beim Cabrio erforderte zusätzliche Verstrebungen, die mit dem etwa 53 kg schweren Verdeck das Gewicht um etwa 190 kg erhöhen.
Der T-Roc hat eine Verbundlenker-Hinterachse, in Verbindung mit Allradantrieb eine Mehrlenkerachse. Weiter werden einstellbare Dämpfer angeboten. Zur Serienausstattung aller Varianten gehören der Spurhalteassistent „Lane Assist“ und der Front Assist mit Notbremsfunktion.
Darüber hinaus sind LED-Licht, Abstandstempomat oder Verkehrszeichenerkennung erhältlich.

### Technische Daten
Der Kofferraum fasst ohne Umklappen der Rückbank 445 L, bei Allradantrieb 392 L, beim Cabrio aufgrund des versenkbaren Verdecks 284 L; ist diese weggeklappt, ergeben sich bei den Kombilimousinen 1290 beziehungsweise 1237 L.

#### Ottomotoren
Mitte 2022 wurde im T-Roc als erstem VW-Fahrzeug die „evo 2“-Version des EA211-Motors eingeführt. Unter anderem haben dessen Kolben eingegossene Kühlkanäle und ebenso zur Verbesserung des Wirkungsgrades rückten Katalysator und Ottopartikelfilter dichter an den Motor.
|                                            | 1.0 TSI (1)                                 | 1.0 TSI (1)                           | 1.0 TSI (1)                           | 1.5 TSI ACT (1)                                                           | 1.5 TSI ACTplus.                      | 1.5 TSI ACTplus.                      | 2.0 TSI 4Motion                                                           | 2.0 TSI 4Motion                       | R 4Motion                                           | R 4Motion                             |
| ------------------------------------------ | ------------------------------------------- | ------------------------------------- | ------------------------------------- | ------------------------------------------------------------------------- | ------------------------------------- | ------------------------------------- | ------------------------------------------------------------------------- | ------------------------------------- | --------------------------------------------------- | ------------------------------------- |
| Bauzeitraum                                | 11/2017–11/2020                             | 11/2020–02/2024                       | seit 02/2024                          | 11/2017–07/2022                                                           | 08/2022–02/2024                       | seit 02/2024                          | 11/2017–02/2024                                                           | seit 02/2024                          | 08/2019–02/2024                                     | seit 02/2024                          |
| Motorbaureihe                              | VW EA211                                    | VW EA211 evo                          | VW EA211 evo 2                        | VW EA211 evo                                                              | VW EA211 evo 2                        | VW EA211 evo 2                        | VW EA888                                                                  | VW EA888                              | VW EA888                                            | VW EA888                              |
| Motorbauart, Zylinder/Ventile              | R3/12, Direkteinspritzung, Turbolader       | R3/12, Direkteinspritzung, Turbolader | R3/12, Direkteinspritzung, Turbolader | R4/16, Direkteinspritzung, Turbolader                                     | R4/16, Direkteinspritzung, Turbolader | R4/16, Direkteinspritzung, Turbolader | R4/16, Direkteinspritzung, Turbolader                                     | R4/16, Direkteinspritzung, Turbolader | R4/16, Direkteinspritzung, Turbolader               | R4/16, Direkteinspritzung, Turbolader |
| Hubraum                                    | 999 cm³                                     | 999 cm³                               | 999 cm³                               | 1498 cm³                                                                  | 1498 cm³                              | 1498 cm³                              | 1984 cm³                                                                  | 1984 cm³                              | 1984 cm³                                            | 1984 cm³                              |
| max. Leistung bei min−1                    | 85 kW (115 PS) bei 5000–5500                | 81 kW (110 PS) bei 5000               | 85 kW (116 PS) bei 5000               | 110 kW (150 PS) bei 5000–6000                                             | 110 kW (150 PS) bei 5000–6000         | 110 kW (150 PS) bei 5000–6000         | 140 kW (190 PS) bei 4200–6000                                             | 140 kW (190 PS) bei 4200–6000         | 221 kW (300 PS) bei 5300–6500                       | 221 kW (300 PS) bei 5300–6500         |
| max. Drehmoment bei min−1                  | 200 Nm bei 2000–3500                        | 200 Nm bei 2000–3000                  | 200 Nm bei 2000–3500                  | 250 Nm bei 1500–3500                                                      | 250 Nm bei 1500–3500                  | 250 Nm bei 1500–3500                  | 320 Nm bei 1500–4100                                                      | 320 Nm bei 1500–4100                  | 400 Nm bei 2000–5200                                | 400 Nm bei 2000–5200                  |
| Antriebsart, Serie                         | Vorderradantrieb                            | Vorderradantrieb                      | Vorderradantrieb                      | Vorderradantrieb                                                          | Vorderradantrieb                      | Vorderradantrieb                      | Allradantrieb                                                             | Allradantrieb                         | Allradantrieb                                       | Allradantrieb                         |
| Antriebsart, Option                        | –                                           | –                                     | –                                     | Allradantrieb (2)                                                         | Allradantrieb (2)                     | –                                     | –                                                                         | –                                     | –                                                   | –                                     |
| Getriebeart, Serie                         | 6-Gang-Schaltgetriebe                       | 6-Gang-Schaltgetriebe                 | 6-Gang-Schaltgetriebe                 | 6-Gang-Schaltgetriebe                                                     | 6-Gang-Schaltgetriebe                 | 6-Gang-Schaltgetriebe                 | 7-Gang-Doppelkupplungsgetriebe DSG                                        | 7-Gang-Doppelkupplungsgetriebe DSG    | 7-Gang-Doppelkupplungsgetriebe DSG                  | 7-Gang-Doppelkupplungsgetriebe DSG    |
| Getriebeart, Option                        | –                                           | –                                     | –                                     | 7-Gang-DSG                                                                | 7-Gang-DSG                            | 7-Gang-DSG                            | –                                                                         | –                                     | –                                                   | –                                     |
| Leergewicht                                | 1270 kg (1487 kg)                           | 1294 kg (1482 kg)                     | 1304 kg (1502 kg)                     | 1330–1445 kg (1524–1540 kg)                                               |                                       | 1345–1355 kg (1539–1546 kg)           | 1495–1521 kg                                                              | 1531 kg                               | 1575–1581 kg                                        | 1578 kg                               |
| max. Zuladung                              | 425–585 kg (352–438 kg)                     | 428–571 kg (345–433 kg)               | 428–571 kg (345–433 kg)               | 431–595 kg (343–435 kg)                                                   |                                       | 495–50 kg (364–371 kg)                | 426–580 kg                                                                | 509 kg                                | 421–584 kg                                          | 482 kg                                |
| Beschleunigung, 0–100 km/h                 | 10,1 s (11,7 s)                             | 10,8 s (12,3 s)                       | 10,1 s (11,3 s)                       | 8,4 s (9,5–9,6 s)                                                         | 8,3 s                                 | 8,4 s (10,0 s)                        | 7,2 s                                                                     | 7,2 s                                 | 4,8–4,9 s                                           | 4,8–4,9 s                             |
| Höchstgeschwindigkeit                      | 187 km/h                                    | 185 km/h                              | 189 km/h (187 km/h)                   | 200–207 km/h                                                              | 207 km/h                              | 207 km/h (203–205 km/h)               | 216–218 km/h                                                              | 218 km/h                              | 250 km/h (abgeregelt)                               | 250 km/h (abgeregelt)                 |
| Kraftstoffverbrauch auf 100 km, kombiniert | 5,1–5,2 l Super (5,4–5,6 l Super)           | 5,2 l Super (5,4 l Super)             | 5,7 l Super (6,1 l Super)             | 5,2–6,4 l Super (5,5–5,6 l Super)                                         | 6,1 l Super                           | 6,0–6,5 l Super (6,2–6,7 l Super)     | 6,2–6,8 l Super                                                           | 7,3–7,8 l Super                       | 7,5–7,8 l Super Plus                                | 8,5 l Super Plus                      |
| CO2-Emission                               | 119 g/km (123–124 g/km)                     | 116–119 g/km (123–128 g/km)           | 129 g/km (138 g/km)                   | 119–145 g/km (125–128 g/km)                                               | 138 g/km                              | 136–147 g/km (142–153 g/km)           | 143–155 g/km                                                              | 166–177 g/km                          | 171–179 g/km                                        | 194 g/km                              |
| Abgasreinigung                             | OPF seit 08/2018                            | OPF                                   | OPF                                   | OPF                                                                       | OPF                                   | OPF                                   | OPF seit 11/2018                                                          | OPF                                   | OPF                                                 | OPF                                   |
| Abgasnorm                                  | Euro 6d-TEMP-EVAP-ISC (Euro 6b bis 08/2018) | Euro 6d-ISC-FCM                       | Euro 6e                               | Euro 6d-ISC-FCM (Euro 6b bis 08/2018) (Euro 6d-TEMP-EVAP-ISC bis 08/2020) | Euro 6d-ISC-FCM                       | Euro 6e                               | Euro 6d-ISC-FCM (Euro 6b bis 11/2018) (Euro 6d-TEMP-EVAP-ISC bis 12/2020) | Euro 6e                               | Euro 6d-ISC-FCM (Euro 6d-TEMP-EVAP-ISC bis 11/2020) | Euro 6e                               |

Werte in runden Klammern ( ) gelten für das Cabriolet.

#### Dieselmotoren
|                                            | 1.6 TDI                                                             | 2.0 TDI                                                             | 2.0 TDI                                                             | 2.0 TDI                                                             | 2.0 TDI                                                             | 2.0 TDI                                                             | 2.0 TDI 4Motion                                                     |
| ------------------------------------------ | ------------------------------------------------------------------- | ------------------------------------------------------------------- | ------------------------------------------------------------------- | ------------------------------------------------------------------- | ------------------------------------------------------------------- | ------------------------------------------------------------------- | ------------------------------------------------------------------- |
| Bauzeitraum                                | 06/2018–08/2020                                                     | 11/2020–02/2024                                                     | seit 02/2024                                                        | 11/2017–07/2019                                                     | 08/2019–02/2024                                                     | seit 02/2024                                                        | 08/2019–08/2020                                                     |
| Motorbaureihe                              | VW EA288                                                            | VW EA288 evo                                                        | VW EA288 evo                                                        | VW EA288                                                            | VW EA288 evo                                                        | VW EA288 evo                                                        | VW EA288                                                            |
| Motorbauart, Zylinder/Ventile              | R4/16, Direkteinspritzung, Dieselrußpartikelfilter, SCR-Katalysator | R4/16, Direkteinspritzung, Dieselrußpartikelfilter, SCR-Katalysator | R4/16, Direkteinspritzung, Dieselrußpartikelfilter, SCR-Katalysator | R4/16, Direkteinspritzung, Dieselrußpartikelfilter, SCR-Katalysator | R4/16, Direkteinspritzung, Dieselrußpartikelfilter, SCR-Katalysator | R4/16, Direkteinspritzung, Dieselrußpartikelfilter, SCR-Katalysator | R4/16, Direkteinspritzung, Dieselrußpartikelfilter, SCR-Katalysator |
| Hubraum                                    | 1598 cm³                                                            | 1968 cm³                                                            | 1968 cm³                                                            | 1968 cm³                                                            | 1968 cm³                                                            | 1968 cm³                                                            | 1968 cm³                                                            |
| max. Leistung bei min−1                    | 85 kW (115 PS) bei 3250–4000                                        | 85 kW (115 PS) bei 3250                                             | 85 kW (115 PS) bei 3250                                             | 110 kW (150 PS) bei 3500–4000                                       | 110 kW (150 PS) bei 3500                                            | 110 kW (150 PS) bei 3500                                            | 140 kW (190 PS) bei 3500–4000                                       |
| max. Drehmoment bei min−1                  | 250 Nm bei 1500–3000                                                | 300 Nm bei 1600–2500                                                | 300 Nm bei 1600–2500                                                | 340 Nm bei 1750–3000                                                | 360 Nm bei 1750–3000                                                | 360 Nm bei 1750–3000                                                | 400 Nm bei 1900–3300                                                |
| Antriebsart, Serie                         | Vorderradantrieb                                                    | Vorderradantrieb                                                    | Vorderradantrieb                                                    | Vorderradantrieb                                                    | Vorderradantrieb                                                    | Vorderradantrieb                                                    | Allradantrieb                                                       |
| Antriebsart, Option                        | –                                                                   | –                                                                   | –                                                                   | Allradantrieb (1)                                                   | Allradantrieb (1)                                                   | Allradantrieb (1)                                                   | –                                                                   |
| Getriebeart, Serie                         | 6-Gang-Schaltgetriebe                                               | 6-Gang-Schaltgetriebe                                               | 6-Gang-Schaltgetriebe                                               | 6-Gang-Schaltgetriebe                                               | 7-Gang-Doppelkupplungsgetriebe DSG                                  | 7-Gang-Doppelkupplungsgetriebe DSG                                  | 7-Gang-Doppelkupplungsgetriebe DSG                                  |
| Getriebeart, Option                        | –                                                                   | –                                                                   | –                                                                   | 7-Gang-DSG                                                          | –                                                                   | –                                                                   | –                                                                   |
| Leergewicht                                | 1395 kg                                                             | 1414 kg                                                             | 1419 kg                                                             | 1415 kg–1530 kg                                                     | 1453–1552 kg                                                        | 1455–1561 kg                                                        | 1555 kg                                                             |
| max. Zuladung                              | 424–570 kg                                                          | 506 kg                                                              | 501 kg                                                              | 432–590 kg                                                          | 432–590 kg                                                          | 509–535 kg                                                          | 432–580 kg                                                          |
| Beschleunigung, 0–100 km/h                 | 10,9 s                                                              | 10,4 s                                                              | 10,7 s                                                              | 8,4–8,8 s                                                           | 8,5–8,8 s                                                           | 8,6–8,8 s                                                           | 7,2 s                                                               |
| Höchstgeschwindigkeit                      | 187 km/h                                                            | 187 km/h                                                            | 190 km/h                                                            | 200–205 km/h                                                        | 200–205 km/h                                                        | 206 km/h                                                            | 216 km/h                                                            |
| Kraftstoffverbrauch auf 100 km, kombiniert | 4,3–4,4 l Diesel                                                    | 4,3 l Diesel                                                        | 4,7–5,0 l Diesel                                                    | 4,6–5,1 l Diesel                                                    | 4,2–4,7 l Diesel                                                    | 5,0–6,0 l Diesel                                                    | 5,2 l Diesel                                                        |
| CO2-Emission                               | 113–115 g/km                                                        | 114 g/km                                                            | 125–131 g/km                                                        | 121–135 g/km                                                        | 111–123 g/km                                                        | 131–157 g/km                                                        | 137 g/km                                                            |
| Abgasnorm                                  | Euro 6d-TEMP-EVAP-ISC                                               | Euro 6d-ISC-FCM                                                     | Euro 6e                                                             | Euro 6d-TEMP-EVAP-ISC (Euro 6b bis 11/2018)                         | Euro 6d-ISC-FCM (Euro 6d-TEMP-EVAP-ISC bis 11/2020)                 | Euro 6e                                                             | Euro 6d-TEMP-EVAP-ISC                                               |

## Zulassungszahlen in Deutschland
Seit dem Marktstart 2017 bis einschließlich Dezember 2024 sind in Deutschland insgesamt 407.312 VW T-Roc neu zugelassen worden.
Im ersten Verkaufsjahr 2017 wurden in der Bundesrepublik 1.851 T-Roc – davon 670 mit Dieselantrieb (36 %) und 358 mit Allradantrieb (19 %) – neu zugelassen.
2018 waren es 35.299 Einheiten – davon 6.159 mit Dieselantrieb (17 %) und 11.408 mit Allradantrieb (32 %).
Im Jahr 2019 entfielen von insgesamt 58.898 T-Roc 16.120 auf eine Version mit Dieselmotor (27 %) und 8.728 auf eine Version mit Allradantrieb (15 %). Außerdem waren 62 ein Cabriolet (<1 %).
2020 hatten von 50.822 T-Roc 8.502 einen Dieselantrieb (17 %) und 7.191 Allradantrieb (14 %). 6.883 Fahrzeuge entfielen auf das Cabriolet (14 %).
Insgesamt wurden 57.424 T-Roc im Jahr 2021 neu zugelassen, damit lag die Baureihe in der Gesamtjahresrangliste hinter dem VW Golf VIII auf dem zweiten Rang. 7.780 hatten einen Dieselmotor (14 %) und 4.668 Allradantrieb (8 %). Auf das Cabriolet (24 %) entfielen 13.801 Einheiten.
2022 war der T-Roc mit 58.942 Einheiten auf Platz 3 in den Neuzulassungen hinter VW Golf VIII und VW Tiguan II. 7.474 davon hatten einen Dieselmotor (13 %) und 5.731 Allradantrieb (10 %). Auf das Cabriolet (13 %) entfielen 7.489 Einheiten.
Vor den Tiguan auf Platz 2 konnte der T-Roc im Jahr 2023 mit 68.678 Einheiten rücken. Davon hatten 9.286 einen Dieselmotor (14 %) und 5.038 Allradantrieb (7 %). 8.449 Einheiten waren ein Cabriolet (12 %).
Auch 2024 kam der T-Roc mit 75.398 Einheiten auf Platz 2 der VW-Neuzulassungen hinter dem Golf und vor dem Tiguan. Davon hatten 7.796 einen Dieselmotor (10 %) und 6.559 Allradantrieb (9 %). 7.718 Einheiten waren ein Cabriolet (10 %).
|  |

|  |

|  |

|  |

|  |

|  |

|  |

|  |

|  |

|  |

|  |

|  |

|  |

|  |

|  |

|  |

|  |

|  |

|  |

|  |

|  |

|  |

|  |

|  |

|  |

|  |

|  |

|  |

|  |

|  |

|  |

|  |

|  |

|  |

|  |

|  |

|  |

|  |

|  |

|  |

|  |

|  |

|  |

|  |

|  |

|  |

|  |

|  |

|  |

|  |

|  |

|  |

|  |

|  |

|  |

|  |

|  |

|  |

|  |

|  |

|  |

|  |

|  |

|  |

|  |

|  |

|  |

|  |

|  |

|  |

|  |

|  |

|  |

|  |

|  |

|  |

|  |

|  |

|  |

|  |

|  |

|  |

|  |

|  |

|  |

|  |

|  |

|  |

|  |

|  |

|  |

|  |

|  |

|  |

|  |

|  |

|  |

|  |

|  |

|  |

|  |

|  |

|  |

|  |

|  |

|  |

|  |

|  |

|  |

|  |

|  |

|  |

|  |

|  |

|  |

|  |

|  |

|  |

|  |

|  |

|  |

|  |

|  |

|  |

|  |

|  |

|  |

|  |

|  |

|  |

|  |

|  |

|  |

|  |

|  |

|  |

|  |

|  |

|  |

|  |

|  |

|  |

|  |

|  |

|  |

|  |

|  |

|  |

|  |

|  |

|  |

|  |

|  |

|  |

|  |

|  |

|  |

|  |

|  |

|  |

|  |

|  |

|  |

|  |

|  |

|  |

|  |

|  |

|  |

|  |

|  |

|  |

|  |

|  |

|  |

|  |

|  |

|  |

|  |

|  |

|  |

|  |

|  |

|  |

|  |

|  |

|  |

|  |

|  |

|  |

|  |

|  |

|  |

|  |

|  |

|  |

|  |

|  |

|  |

|  |

|  |

|  |

|  |

|  |

|  |

|  |

|  |

|  |

|  |

|  |

|  |

|  |

|  |

|  |

|  |

|  |

|  |

|  |

|  |

|  |

|  |

|  |

|  |

|  |

|  |

|  |

|  |

|  |

|  |

|  |

|  |

|  |

|  |

|  |

|  |

|  |

|  |

|  |

|  |

|  |

|  |

|  |

|  |

|  |

|  |

|  |

|  |

|  |

|  |

|  |

|  |

|  |

|  |

|  |

|  |

|  |

|  | Benziner (343.525) |

|  | Benziner (343.525) |

|  | Diesel (63.787) |

|  | Diesel (63.787) |

## Konzeptfahrzeug

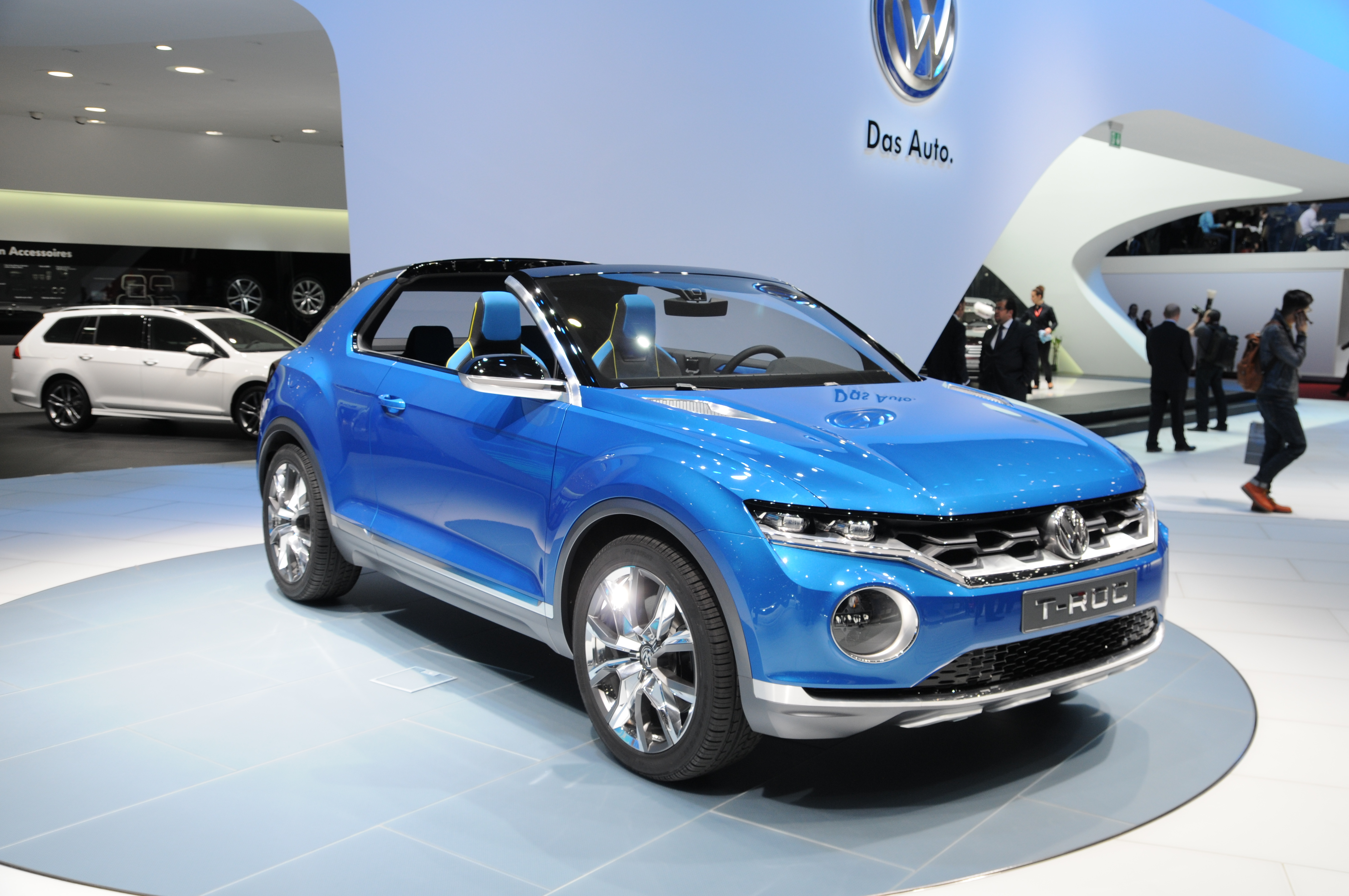
Konzept „VW T-Roc“ (2014)

Das Konzeptfahrzeug wurde auf dem Genfer Auto-Salon 2014 vorgestellt. Es hatte eine Länge von 4,18 Metern, eine Breite von 1,83 Metern und eine Höhe von 1,50 Metern. Der Radstand lag bei 2595 mm. Das Fahrzeug verfügte über drei Türen und über ein herausnehmbares Dach, sodass das Fahrzeug auch zum Cabrio umgewandelt werden konnte. Angetrieben wurde das Konzeptfahrzeug von einem Zweiliter-Dieselmotor mit 380 Nm Drehmoment und 135 kW (184 PS), darüber hinaus wurde das Fahrzeug mit einem variablen Allradantrieb ausgestattet. Der Fahrer konnte zwischen drei Fahrprogrammen (Street, Offroad oder Snow) auswählen. Im Street-Modus beschleunigte das Konzeptfahrzeug in 6,9 Sekunden von Null auf 100 km/h; die Höchstgeschwindigkeit wurde mit 210 km/h angegeben. Der Normverbrauch sollte bei 4,9 Liter pro 100 km liegen.